# Kamal as-Sajjid Ali
Kamal as-Sajjid Ali (ar. كمال السيد علي; ur. 13 maja 1935 w Kairze) – egipski zapaśnik walczący w stylu klasycznym. Dwukrotny olimpijczyk. Piąty w Tokio 1964 i siedemnasty w Rzymie 1960. Startował w kategorii 57 kg. W 1960 roku reprezentował Zjednoczoną Republikę Arabską.
Brązowy medalista mistrzostw świata w 1962. Mistrz igrzysk śródziemnomorskich w 1959.
- Turniej w Rzymie 1960

Przegrał z Turkiem Yaşarem Yılmazem i Japończykiem Masamitsu Ichiguchim.
- Turniej w Tokio 1964

Wygrał z Meksykaninem Moisésem Lópezem a przegrał z Bułgarem Cwjatko Paszkulewem i Niemcem Fritzem Stange.